# Anjalankoski (district)
Le district d'Anjalankoski  (finnois : Anjalankosken suuralue) est une district de la municipalité de Kouvola. 
D'une superficie de 793 km2, il couvre entièrement le territoire de l'ancienne municipalité d'Anjalankoski.

## Quartiers du district
- Myllykoski (31)
- Keltakangas (32)
- Inkeroinen (33)
- Anjala (34)
- Ummeljoki (35)
- Sippola (36)
- Kaipiainen (37)

## Zones statistiques
- Myllykoski (31)
- Inkeroinen (32)
- Sippola (33)
- Kaipiainen (34)
- Muhniemi (35)